# Anna Jelonek
Anna Jaskurzyńska, coniugata Jelonek (Jędrzejów, 10 gennaio 1962), è un'ex cestista polacca.

## Carriera
Con la Polonia ha disputato due edizioni dei Campionati europei (1985, 1987).